# Taubenzucht

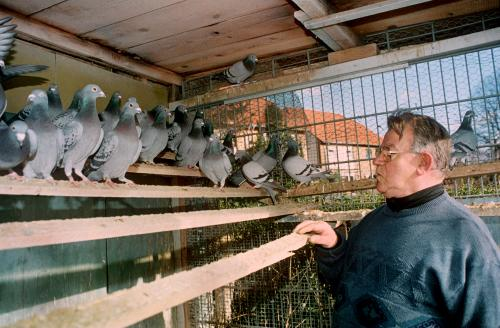
Ein Brieftaubenzüchter in seiner Zuchtanlage

Als Taubenzucht bezeichnet man die kommerziell oder hobbymäßig betriebene Aufzucht von Haustauben. Da ein Taubenhaus in der Regel sehr kostspielig ist, teilen sich meist mehrere Taubenzüchter gemeinsam ein solches.

## Historisch
Die Domestizierung der Felsentaube durch den Menschen begann schon vor Tausenden von Jahren in Indien. Historisch hatte die Taubenzucht unterschiedliche Motive. Dementsprechend entstanden Masttauben (Fleischlieferant), Brieftauben (Nachrichtenübermittlung) und Züchtungen mit ästhetischen Eigenheiten beim Flugverhalten (z. B. Purzler) oder der Optik (Schönheitstauben).

## Verbände
Die übergeordnete Verbände in Deutschland sind Verband Deutscher Rassetaubenzüchter und
Verband Deutscher Brieftaubenzüchter.

## Vereinswesen
Schließen sich mindestens sieben Taubenzüchter in einem Verein zusammen, so spricht man von einem Taubenzüchterverein. Ziel dabei ist es, durch die Organisationsstruktur des Vereins sowie den überregionalen Zusammenschluss mit anderen Vereinen gemeinsame Veranstaltungen zu organisieren.